# Marianne-Brandt-Wettbewerb
Der Marianne-Brandt-Wettbewerb ist ein nach der Bauhaus-Künstlerin Marianne Brandt benannter, weltweit ausgeschriebener Wettbewerb für junge Gestalter, Fotografen und Künstler. Der Wettbewerb wurde in Initiative des Chemnitzer „Marianne Brandt Gesellschaft e.V.“ und Clauss Dietel erstmals 2001 durchgeführt und findet im Turnus von drei Jahren statt. Träger des Wettbewerbs ist der Kunstverein „Villa Arte e.V.“ mit Sitz in Chemnitz.

## Beschreibung
Marianne Brandt, deren Werk stets Ästhetik und Funktionalität miteinander verband, gehörte zu den bekanntesten Künstlerinnen des Bauhauses in Weimar und Dessau. „Die Poesie des Funktionalen“, das Motto des nach ihr benannten Wettbewerbes, umreißt die Pole ihrer Arbeitsweise.
Der Wettbewerb gibt jungen Gestaltern die Möglichkeit ihre Arbeiten in drei Kategorien einzureichen. Dabei sind die beiden Kategorien „Produktgestaltung“ und „Fotografie“ feststehend, während die dritte Kategorie variiert.
Zur Teilnahme berechtigt sind alle, die bis zum 17. Juni des Wettbewerbsjahres das 40. Lebensjahr noch nicht vollendet und ihren Hauptwohnsitz in Europa haben. Der Hauptpreis ist in allen drei Kategorien mit je 5.000 € dotiert. Über die Vergabe der Hauptpreise entscheidet eine aus internationalen Fachleuten bestehende Jury. Zusätzlich wird vom Freistaat Sachsen ein Sonderpreis in Höhe von ebenfalls 5.000 € vergeben. Hinzu kommen Sonderpreise, die von Sponsoren ausgelobt werden.

## Juroren und Preisträger

### 2001
Jury:
- Clauss Dietel, Bohumila Milena Lamarowa, Werner Lindinger, Arno Fischer, Reyer Kras

Preisträger:
- Produktgestaltung: Dirk Wortmeyer; Sonderpreise und Anerkennungen: Corinna Busch, Frances Schandera, Mathias Heck, Gizella Saupe, Vincenz Warnke, Kai Uetrecht
- Fotografie: Christian Diehl, Janne Sakari Laine; Sonderpreise und Anerkennungen: Hauke Arnold, Stefan Kaminski, Hyang-Suk Oh, Hans-Christian Schink, Jörn Vanhöfen
- Collage: Tina Ruisiner, Robert Stulier, Dali Sun; Sonderpreise und Anerkennungen: Gerhild Ebel, Mari Rauvanlahti, Frances Schandera

### 2004
Jury:
- Nils Holger Moormann, Sibylle Bergemann, Daniela Karasowá, Hans-Christian Schink, Dirk Wortmeyer

Preisträger:
- Produktgestaltung: Hartmut Ringel; Sonderpreise und Anerkennungen: Matthias Demacker, Olaf Kiessling, Alexandra Weigand, Julia Angele, Katja Höltermann, Lutz Pankow
- Fotografie: Edgar Lissel; Sonderpreise und Anerkennungen: Florian Becker, Ulrich Hagel, Edgar Leciejewski, Andreas Geisler
- Bekleidung: Gabriele Wiegand, Matthias Berg

### 2007
Jury:
- Wiebke Loeper, Hans Hansen, Heiko Hillig, Studio Olgoj Chorchoj, Wolfgang Kil

Preisträger:
- Produktgestaltung: Sven Benterbusch; Sonderpreise und Anerkennungen: Maximilian Bauer, Philipp Böhm, Johannes Hein, Sophie Barbara Kloess, Tomke Biallas, Grisella Kreiterling, Sonja Jobs, Susan Krieger, Roland Wulftange, Matthias Ries
- Fotografie: Anja Bohnhof, Karen Weinert; Sonderpreise und Anerkennungen: Rebecca Kraft, Agata Madejska, Gitta Seiler, Anne Guillin
- Regiokonzepte: Martin Nagel, Regina Furger; Sonderpreise und Anerkennungen: Robert Haslbeck, Ateliers Stark, Irina Thoss, Carolin Weisser

### 2010
Jury:
- Peter von Kornatzki, Agatha Madejska, Giulio Iacchetti, Michael Batz, Marcus Botsch, Timo Salli

Preisträger:
- Produktgestaltung: Christoph Schmidt; Sonderpreise und Anerkennungen: Bernhard Ellmann, Isabelle Enders, Paul Evermann, Tonia Welter, Wulf Kramer, Marcel Wältring, Caspar Huckfeldt
- Fotografie: Alexandra Grein; Sonderpreise und Anerkennungen: Stefan Becker, Christine Steiner, Julian Faulhaber, Daniel Hahn, Thorsten Kirchhoff, Manuela Barczewski, Gregor Sailer
- Licht im öffentlichen Raum: Ivan Niedermair, Marco Hemmerling, Natalie Morcinek, Taro Alexander Teich

### 2013
Jury:
- Andrea Branzi, Michael Braungart, Saskia Diez, Natalie Jeremijenko, Bertram Kober

### 2016
Jury:
- Anh Sang-soo, Barbara Schmidt, Harald Welzer, Jan Mammey, Renate Flagmeier, Zeitguised

Preisträger:
- Produktgestaltung: 1. Preis: Marcel Pasternak, Wassilij Grod; 2. Preis:  Leon Rinne, Tabea Lanhuijzen, Michael Schoenigner, Andreas Hutter, Maria Braun, Anastasiya Koscheeva
- Fotografie: 1. Preis: Almut Hilf; 2. Preis: Kalinka Gieseler; 3. Preis: Nikolai Frerichs, Marta Kryszkiewicz, Falk Messerschmidt
- Versuchsanordnungen: 1. Preis: Studio Umschichten; 2. Preis: Kristin Dolz, Malte Sänger, Anke Binnewerg